# Zucielec
Zucielec [zuˈt͡ɕɛlɛt͡s] est un village polonais de la gmina de Trzcianne dans le powiat de Mońki et dans la voïvodie de Podlachie. Il se situe à environ 4 kilomètres au nord de Trzcianne, à 8 kilomètres au sud-ouest de Mońki et à 42 kilomètres au nord-ouest de Bialystok. 